# Harriet Tubman
Harriet Tubman (ur. jako Araminta Ross, ok. 1820 w hrabstwie Dorchester w stanie Maryland, zm. 10 marca 1913 w Auburn w stanie Nowy Jork) – afroamerykańska abolicjonistka, zbiegła niewolnica, działaczka w ramach Underground Railroad, zwiadowczyni w armii Unii podczas wojny secesyjnej. Była przewodniczką podczas rajdu na Combahee Ferry, przeprowadzonego przez 2 Ochotniczy Pułk Piechoty Karoliny Południowej, którego żołnierzami byli Afroamerykanie. Podczas tego rajdu, którym dowodził pułkownik James Montgomery, uwolniono ponad 750 niewolników. Jeszcze przed wojną odbyła, z narażeniem życia i własnej wolności, 19 misji wracając do niewolniczego stanu Maryland, umożliwiając ucieczkę z niewolnictwa ponad 300 osobom.
Dwie biografie Harriet Tubman (ang. Scenes In The Life Of Harriet Tubman i ang. Harriet, The Moses Of Her People) napisała Sarah Hopkins Bradford. W 2019 powstał amerykański film biograficzny Harriet w reżyserii Kasi Lemmons z nominowaną do Oscara kreacją Cynthii Erivo.